# (9512) Feijunlong
(9512) Feijunlong est un astéroïde de la ceinture principale.

## Description
(9512) Feijunlong est un astéroïde de la ceinture principale. Il fut découvert le 13 février 1966 à Nanking par l'Observatoire de la Montagne Pourpre. Il présente une orbite caractérisée par un demi-grand axe de 2,64 UA, une excentricité de 0,11 et une inclinaison de 14,0° par rapport à l'écliptique.

## Compléments